# Sierra de Tamaulipas
La sierra de Tamaulipas es una pequeña cadena montañosa aislada, semi-tropical, en el estado de Tamaulipas, México. Su punto más alto es de 1260 m s. n. m. (metros sobre el nivel del mar).

## Geografía y clima
La sierra de Tamaulipas tiene aproximadamente 110 km de norte a sur, y 64 km de este a oeste en su punto más ancho en la parte sur de la cordillera. Abarca 3340 km². La sierra se encuentra entre los 23° y 24° de latitud Norte y 98° y 99° de longitud Oeste. La elevación se extiende desde los 300 hasta los 1260 m s. n. m.
La sierra de Tamaulipas tiene las características de una isla del cielo aislada de la Sierra Madre Oriental, y su altitud es lo suficientemente elevada como para tener condiciones más frías y húmedas que en los terrenos adyacentes a las zonas más bajas. En el área que rodea la sierra, en alturas inferiores a 300 m s. n. m., la vegetación consiste principalmente en un bosque espinoso tropical (mezquital de Tamaulipas). La sierra, con mayores precipitaciones y con temperaturas más bajas, cuenta con tres tipos de vegetación: bosque caducifolio tropical, que se encuentra a altitudes de 300 a 700 m s. n. m., con una altura media de este bosque de dosel cerrado de aproximadamente 7,6 m; matorral montano que se encuentra en zonas secas, entre 610 y 880 m s. n. m. de elevación, compuesto por matorrales bajos y sabana, siendo el huizache un arbusto común; y bosques de pino-encino que se encuentran en altitudes superiores a 790 m s. n. m. en una isla de bosque templado. 
En las áreas no perturbadas por la agricultura y la explotación forestal, la vegetación en las zonas altas puede ser exuberante, con muchos helechos.

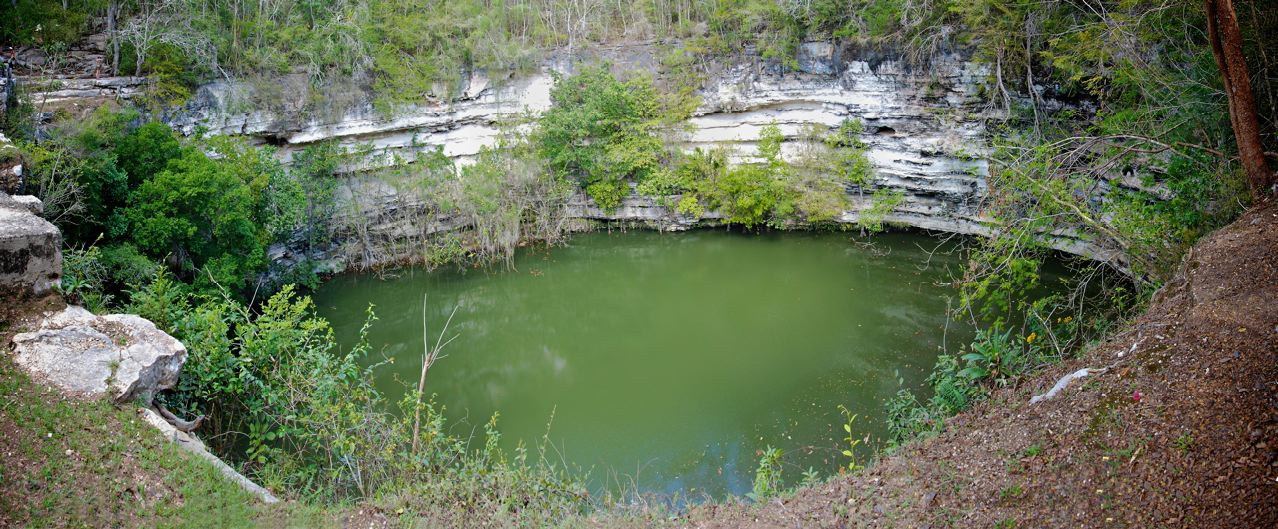
Cenote similar a algunos de los que se encuentran en la sierra de Tamaulipas.

La parte sureste de la sierra, en el municipio de Aldama, Tamaulipas, se caracteriza por ser una zona en la que la piedra caliza se encuentra en muchas cuevas y cenotes (pozos llenos de agua), incluyendo el de El Zacatón, que es la sima más profundo del mundo, con una profundidad de 339 m. No hay grandes carreteras ni ríos que crucen la sierra, ni hay pueblos ni ciudades. La población es rural. Abundan pequeñas vías de desagüe de los puntos más altos de la sierra hacia fuera en todas las direcciones.
Las precipitaciones de la sierra de Tamaulipas varían entre aproximadamente 710 mm en las elevaciones más bajas a más de 1000 mm en las elevaciones más altas. La mayoría de la precipitación es en el verano, entre mayo y octubre, aunque los inviernos no son tan secos como en gran parte de México. Es raro que se congelen las elevaciones más bajas, pero es común en los bosques templados de mayor altitud. El clima de la aldea de Santa María de Los Nogales es típico de las zonas más elevadas de la sierra.

## Culturas prehispánicas
Debido a una mayor precipitación que las tierras bajas circundantes, la sierra de Tamaulipas fue probablemente la zona más septentrional del este de México en la que se practicó el cultivo de maíz durante la época prehispánica. Hacia el norte, en los matorrales semiáridos que se extienden dentro de Texas, vivieron los pueblos no agrícolas nómadas llamados colectivamente coahuiltecanos.
El arqueólogo Richard McNeish encontró pruebas de cultivo de maíz en la sierra de Tamaulipas que datan de 2500 a. C., lo que sugiere una transición en la cultura nómada de caza-recolección a un modo de vida más sedentario. De 300 a 550, varios asentamientos en la sierra de Tamaulipas componen el puesto de avanzada del norte de la cultura mesoamericana huasteca. Los asentamientos en la sierra presentan pueblos construidos alrededor de plazas y pequeñas pirámides, lo que indica un gobierno centralizado y, posiblemente, teocrático. Las ruinas arqueológicas de El Sabinito, ubicadas a 20 km al sudoeste de la ciudad de Soto la Marina, se encuentra en el extremo norte de la sierra. El Sabinito pudo haber consistido en 600 viviendas con una población de unos 1500, en su pico. Fue abandonado alrededor del año 1100, posiblemente debido a los cambios climáticos que hicieron menos factible la agricultura. Los arqueólogos especulan que los habitantes volvieron a un medio de cazadores-recolectores de subsistencia.
El primer europeo en visitar la zona costera adyacente a la sierra fue Francisco de Garay en 1523. Garay encontró cultivos de maíz hasta aproximadamente el trópico de Cáncer. Desde allí hacia el norte vivían los cazadores-recolectores que, según los hombres de Garay, eran numerosos y belicosos en los tramos inferiores del río Soto La Marina.